# Rudow (Lenzen)
Rudow ist ein Wohnplatz der Stadt Lenzen (Elbe) des Amtes Lenzen-Elbtalaue im Landkreis Prignitz in Brandenburg.

## Geografie
Der Ort liegt drei Kilometer nordöstlich von Lenzen (Elbe) am Rudower See. Die Nachbarorte sind Bochin im Norden, Sterbitz im Nordosten, Leuengarten im Osten, Ferbitz im Südosten, Gandow im Süden, Lenzen (Elbe) im Südwesten sowie Eldenburg und Moor im Nordwesten.